# Tentativa de golpe de Estado no Ceilão em 1962
A tentativa de golpe de Estado no Ceilão de 1962 (também conhecido como Golpe dos Coronéis) foi um golpe militar fracassado planejado no Ceilão (Sri Lanka). Vários altos oficiais militares e políticos de elite  planejaram derrubar o governo da primeira-ministra Sirimavo Bandaranaike  durante a noite de 27 de janeiro de 1962. No entanto, os principais líderes foram presos antes do golpe ser realizado.  A tentativa de golpe, que teve o apoio de vários ex-estadistas,  trouxe à tona o conflito entre as elites entrincheiradas e as novas elites emergentes no Sri Lanka pós-independência. 